# 悦峯道章

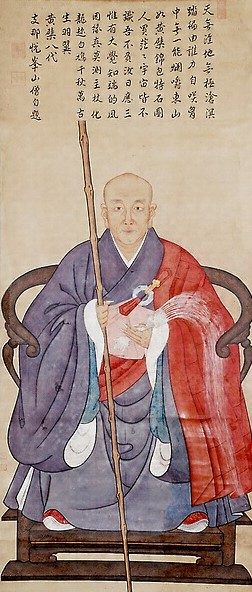
悦峯道章

悦峯道章（えっぽう どうしょう、1655年 - 1734年）は、江戸時代初期の僧。黄檗宗の僧で、黄檗宗総本山萬福寺の八代住持。
浙江省杭州府銭塘県に生まれる。「道章」は名で、俗性は顧氏。法名に法賢。貞享3年（1686年）に日本へ渡り、長崎興福寺住職となる。宝永4年（1707年）8月には江戸へ赴き将軍徳川綱吉に拝謁する。
将軍綱吉の側用人で大老格の柳沢吉保の帰依を受け、宝永7年（1710年）8月15日には、柳沢家家老薮田重守に招聘され甲斐国岩窪村に創建された永慶寺の開山となる。享保19年（1734年）に死去。

## 悦峯道章の頂相・書
奈良県大和郡山市の永慶寺には頂相「悦峯道章像」が残されている。「悦峯道章像」は悦峯道章自身の賛文があり、享保元年（1716年）の作と記される。紙本着色。寸法は縦123.5センチメートル、横57.8センチメートル。黄檗宗の頂像に特有な細密で写実的な特徴を有し、法被姿で曲録に腰掛け、正面を向く。右手に杖、左手に払子を持つ。賛文に記される享保元年は悦峯道章が黄檗山を辞した年で、黄檗山には宝永4年（1707年）に描かれた本図と同じ悦峯道章像が伝来している。
また、甲府商家に伝来した大木家資料（美術資料は特に「大木コレクション」と呼ばれる。現在は山梨県立博物館所蔵）には悦峯道章の一行書や、同じ黄檗僧の高泉性潡の草書偈頌が残されている。悦峯道章の一行書は紙本墨書。寸法は縦108.0センチメートル、横25.4センチメートル。
また、柳沢氏家老・柳沢吉格の次男である画家の柳沢淇園の初期作品である「釈迦図」には悦峯道章の賛文がある。